# Mustapha Oukbih
Mustapha Oukbih (Rabat, Marokko, 20 januari 1964 – Amsterdam, 22 april 2017) was een Nederlands-Marokkaans journalist.

## Loopbaan
Oukbih kwam in 1975 als 11-jarige naar Nederland in het kader van gezinshereniging. Zonder journalistieke scholing ging hij schrijven voor Buitenlanders Bulletin, een uitgave van het Nederlands Centrum Buitenlanders (NCB) over immigratievraagstukken. Hij was in 1985/1986 betrokken bij de samenstelling van het televisieprogramma Hollandse Nieuwe, over nieuwe Nederlanders, dat werd gemaakt door jonge immigranten. Hierna werkte hij als freelance journalist onder meer voor Trouw en De Groene.
In 1987 won hij samen met Elma Verhey de ADO Mediaprijs voor een serie artikelen over de multiculturele samenleving die in Vrij Nederland werd gepubliceerd in de bijlage De Hollandse droom (26 december 1987).
In 1994 werd hij hoofd informatie en voorlichting van het Nederlands Centrum Buitenlanders, maar besloot na korte tijd terug te keren naar de journalistiek. Oukbih kreeg de gelegenheid radioverslagen te maken over Marokko, Algerije, Turkije en Jordanië. Hij werkte meer dan tien jaar voor de VPRO (radio en televisie), waar hij documentaires maakte over de Arabische wereld.
Vanaf 2003 werkte hij voor de NOS als correspondent in het Midden-Oosten voor het Radio 1 Journaal. Hij was de opvolger van Joris Luyendijk. Zijn standplaats was Amman, Jordanië, van waaruit hij voor de NOS het gehele Midden-Oosten versloeg, wat neerkomt op zo'n 22 landen. Hij sprak Arabisch, de meeste andere westerse verslaggevers spreken dat niet of nauwelijks. Hij las de Arabische kranten en volgde zodoende met name de Arabische kant van het lokale nieuws. Hij is een van de weinige Nederlandse journalisten die de oorlog in Irak versloegen.
Oukbih werkte vanaf 2006 nauw samen met Nicole le Fever, eveneens standplaats Amman, en Sander van Hoorn, standplaats Tel Aviv. Samen vormden ze het bureau Midden-Oosten van de NOS.
Na zeven jaar correspondentschap in het Midden-Oosten keerde hij in 2010 terug naar Nederland. Hij werd buitenlandredacteur bij het NOS Nieuws, maar moest niet lang daarna zijn werk staken wegens een langslepende ziekte.